# Régis Pitbull
Régis Fernandes da Silva (São Paulo, 22 september 1976), ook wel Régis Pitbull genoemd, is een Braziliaans voetballer.